# Soviet Strike
Soviet Strike ist ein Shoot ’em up, das von Electronic Arts 1996 für die Playstation und 1997 für Sega Saturn veröffentlicht wurde. Es handelt sich um den Nachfolger zu Urban Strike und ist der vierte und vorletzte Teil der Strike-Reihe. 1997 erschien der Nachfolger Nuclear Strike.

## Handlung und Spielprinzip
Soviet Strike spielt in einem fiktiven Szenario kurz nach dem Zerfall der Sowjetunion. Ein Terrorist, der lediglich unter dem Decknamen Shadowman bekannt ist, versucht die russische Regierung um Präsident Boris Jelzin zu stürzen und die Macht an sich zu reißen. Aus Furcht vor einem drohenden Krieg entschließt sich die geheime Sondereinheit Strike daher zu einer Präventivangriff gegen die Aufständischen auf russischem Hoheitsgebiet. Einsatzgebiete der fünf Missionen sind die Krim und das Schwarze Meer, das Kaspische Meer, Siebenbürgen (im Missionsbildschirm als russisches Territorium bezeichnet) und Moskau. Der Spieler steuert einen Super Apache, eine fiktive Variante des Apache-Kampfhubschraubers, und bekämpft damit die Luft- und Landstreitkräfte des Shadowman. Als Bewaffnung verfügt der Helikopter über ein Maschinengewehr, Hydra- und Hellfire-Raketen.
Wie seine Vorgänger bietet das Spiel Schieß-Action gemischt mit strategischem Treibstoff- und Munitionsmanagement. Neu sind die 3D-Polygon-Level an Stelle der starren 2D-Levelkarten in den Vorgängern. Das erlaubt eine freie Bewegung des Helikopters im dreidimensionalen Raum. Der Spieler erlebt das Geschehen aus einer Verfolgerperspektive hinter dem Helikopter, der Kamerawinkel ist dabei weiterhin fest vorgegeben und an die isometrische Perspektive der Vorgänger angelehnt. Weggefallen im Vergleich zu Urban Strike sind die Bodeneinsätze. Trotz des weiterhin ernsten Szenarios finden sich im Vergleich zu den Vorgängern mehr humoristische Anklänge.

## Entwicklung
| Rolle                  | Darsteller         | Abweichende Sprecher |
| ---------------------- | ------------------ | -------------------- |
| Andrea Grey            | Susan Turner-Cray  | –                    |
| General Earle          | John Marzilli      | –                    |
| Hack                   | Antwon Tanner      | –                    |
| Nick Arnold            | Al Sapienza        | –                    |
| Amad                   | Ari Barak          | –                    |
| Ivan Uralia            | Alex Veadov        | –                    |
| Präsident Boris Jelzin | Karel Cizek        | Keith Szarabajka     |
| Uri Vatzisnov          | Raul Kobrinsky     | –                    |
| Sadissa Savak          | Manhal Sako        | –                    |
| Delilah                | Carol Colbert      | Karri Turner         |
| Nimrud                 | Jack Janda         | Tony Pope            |
| Bessus                 | Sam Sako           | Michael Gough        |
| Vladimir Ceausescu     | Stephan Samudovsky | –                    |
| Vila                   | Ivana Susova       | –                    |
| Grymyenko Ukranian     | Milos Bordhlek     | –                    |
| KGB-Chef               | Josef Simonovsky   | –                    |
| Mafia-Boss             | Tomas Krejci       | –                    |
| Präsident Bill Clinton | –                  | Carlos Alazraqui     |
| Sicherheitschef        | –                  | John H. Mayer        |

Soviet Strike war der erste Serienableger ohne maßgebliche Mitwirkung des Serienschöpfers Mike Posehn. Die Entwicklungsarbeiten begannen etwa 1994. Anfangs sollte das Spiel für die 3DO-Spielkonsole erscheinen. EA gab die Entwicklung für die erfolglose Konsole jedoch wieder auf und konzentrierte sich stattdessen auf die neu am Markt erschienene PlayStation und den Sega Saturn. Grundlage der Entwicklung war die für Road Rash auf dem 3DO entwickelte Grafik-Engine. Für das Kartendesign wurden reale topographische Karten als Ausgangsmaterial genommen. Für die Handlung wurden statt gepixelter Standbilder nun mit Schauspielern aufgenommene Full-Motion-Video-Sequenzen genutzt.
Für die Greatest-Hits-Veröffentlichung auf PlayStation wurde das Spiel im Vergleich zur Erstveröffentlichung in einigen Punkten nochmals überarbeitet und vereinfacht.

## Rezeption
Für Christian Bledl vom Magazin MAN!AC vermisste im Vergleich zum Vorgänger die spielerischen Neuerungen, lobte jedoch die Optik des Spiels in Verbindung mit den Video- und Toneinspielungen. Die Steuerung sei intuitiv. Mit der Planung des Nachschubs böte es eine interessante strategische Komponente. Harsch sei dagegen der Schwierigkeitsgrad und das geringere Blickfeld sorge dafür, dass man öfter die Karten konsultieren müsse. Für Wolfgang Schaedle von der Video Games handelte es sich um eine abwechslungsreiche Mischung von Strategie und Action in detaillierter Optik und mit passender Musikuntermalung. Im Test der Saturn-Version bemängelte er jedoch, dass das Nachladen der detaillierten Texturen ähnlich wie beim PlayStation-Original zu Rucklern im Scrolling führe. Zudem dürfe nicht nach jeder Mission gespeichert werden. Auch Blendl attestierte, dass der grafische Eindruck auf dem Saturn pixeliger sei, auch bei den FMV-Sequenzen. Der einstellbare Schwierigkeitsgrad beim Saturn helfe wenig, da die Gegner weiterhin zielsicher hohen Schaden anrichteten.